# Amphithéâtre romain de Teramo
L'Amphithéâtre romain de Teramo est situé près à l'ouest du théâtre romain de Teramo, et sa part la plus évidente du reste de sa  maçonnerie périmétrale en  brique  est visible dans la rue San Berardo et dans la zone immédiatement au gauche de la cathédrale. 
Son plan est elliptique avec un périmètre de 208 mètres, l'axe majeur mesurant 74 mètres et l'axe mineur 56 mètres. L'ancien étage est situé à 6 mètres de profondeur par rapport au niveau routier moderne.  
Dans le périmètre mural  différents accès sont  repérables comme celui de l'arc sur l'axe mineur de l'ellipse et celui avec trois arcs à côté le long de l'axe majeur. Une série de passages secondaires emmenait directement aux escaliers d'accès au public, mais la structure radiale n'en porte plus trace.

## Histoire
Maintenant l'époque exacte de la construction, qui devrait remonter à peu près au Ier siècle après J.-C., est encore incertaine.
Le procès-verbal de la visite pastorale de Giulio Ricci, évêque et prince de Teramo, à la Cathédrale de Teramo en date du 8 juin 1583, mentionne que l'évêque, ayant compris la valeur du monument sous-jacent, ordonna de refouler la terre à côté du mur humidifié qui émergeait dans les potagers aux environs de la Cathédrale.
Au fil de la reconnaissance, plusieurs éléments ont été examinés et décrits :
- La courbe elliptique du mur externe (revenant à la lumière pour presque le quart).
- L'entrée originelle représentée par un mur radial à côté gauche du Dôme, s'étendant vers l'intérieur de l'amphithéâtre sur environ 10 mètres.
- Un autre trait du mur radial, attribuable aux structures internes de l'édifice, servant de soutien aux escaliers, avec une continuation vers le centre de l'arène.
- La hauteur de douze mètres du rideau mural, considérée à niveau.
- Trois arcs de briques, attribuables à l'entrée méridionale.
- Les restes de la ceinture extérieure avec le parement en brique.
- Plusieurs diaphragmes radiaux en coordination avec la grande muraille elliptique du tour extérieur de l'édifice.
- Une sous-structure pour les escaliers situés autour de la cavité du grand monument.
- Des fragments bruts d'époque romaine.
- Une main droite féminine en marbre grec, serrant quelque chose d'indéfinissable.

Jusqu'en 1926, les restes de l'amphithéâtre étaient confondus avec ceux de l'adjacent théâtre romain antique, car plusieurs constructions avaient été édifiées sur les deux sites.
En 1937, des fouilles ont été effectuées pour mieux identifier les restes qui sont devenus encore plus visibles et clairs dans leur installation nord-sud avec la diminution successive des édifices adossés loin de la maçonnerie périmétrale du monument.
On suppose que l'amphithéâtre a été utilisé comme forteresse, car des tunnels ont été trouvés dans le sous-sol de la structure qui semblent avoir eu un but militaire. Dans le centre historique de Teramo, il y a plusieurs passages souterrains qui reliaient surtout les églises entre elles, comme en témoigne le tunnel retrouvé et rendu visible sous le sol du Dôme de Teramo lors des dernières restaurations, ainsi que celui dans les environs de l'église de Madonna delle Grazie.
Au Moyen Âge, l'amphithéâtre, ainsi que le théâtre romain antique voisin, était utilisé comme carrière de matériaux pour la construction de plusieurs édifices limitrophes, en particulier le Dôme édifié au XIIe siècle sur la zone occupée par la partie nord-ouest de l'amphithéâtre lui-même. Sur le mur extérieur droit du Dôme et dans certaines parties intérieures